# Francis de Groot

Francis de Groot (um 1915)

Francis (Frank) Edward de Groot (* 24. Oktober 1888 in Dublin, Irland; † 1. April 1969 ebenda) war vor dem Ersten Weltkrieg Handelsschiffsmatrose, Kohlen- und Antiquitätenhändler. Im Krieg diente er als Major bei den 15th (The King’s) Hussars an der Westfront und nachdem er nach Sydney ausgewandert war, arbeitete er als Antiquitätenhändler und Hersteller hochwertiger Möbel. In Australien betätigte er sich als Politiker mit national-konservativen Auffassungen.
Er wurde in Australien bekannt, weil er einen protokollarischen Zwischenfall anlässlich der Einweihung der Sydney Harbour Bridge im Jahr 1932 verursachte.

## Frühes Leben
Frank de Groot war der jüngste Sohn von Cornelius De Groot, einem Bildhauer und Hugenotten, und seiner Frau Mary, geborene Butler. Nach dem Besuch von Blackrock und Belvedere College, ging er im Alter von 13 Jahren zur Handelsmarine. Er absolvierte danach eine fünfjährige Ausbildung zum Antiquitätenhändler bei seinem Onkel Michael Butler. 1907 trat er in die South of Ireland Imperial Yeomanry ein und in 1909 war er für sechs Monate in der 5th Dragoon Guards, 1910 reiste er nach Australien, wo er als Antiquitätenhändler erfolgreich arbeitete.
1914 ging er wieder nach Irland und war bei den 15th Hussars, wo er an der Westfront kämpfe und später bei einem Tank Battalion im Rang eines Captains. Im April 1919 meldete sich freiwillig zum Kampf in Russland gegen die Bolschewiki. Am 25. Oktober 1919 heiratete er Mary Elizabeth Byrne in Portumna, Galway.
In Sydney war er wieder im Mai 1920, wo er in der Folge für die Herstellung hochwertiger Möbel bekannt wurde; 1927 beschäftigte er 200 Künstler in seiner Fabrik an der Rushcutters Bay.

## Politik

### Politische Haltung
Groots politische Auffassung war konservativ-nationalistisch, er war ein loyaler Anhänger des britischen Empire und des irischen Nationalisten John Redmond. In der Großen Depression, die auch Australien wirtschaftlich erfasste, wurde er ein entschiedener Gegner des australischen Premierministers Jack Lang der Australian Labor Party und der Communist Party of Australia. Er trat im September 1931 in die paramilitärische faschistoide Organisation New Guard ein, die von Eric Campbell geführt wurde. Im Februar 1932 war er Bereichskommandeur dieser Organisation und Vorsitzender des Council of Action.

### Einweihung der Sydney Harbour Bridge
Groot sorgte in Sydney für einen protokollarischen Zwischenfall am 19. März 1932, am Tag der feierlichen Eröffnung der Sydney Harbour Bridge, als er auf einem Pferd in Husarenuniform aus dem Ersten Weltkrieg mit gezogenem Kavallerie-Säbel bewaffnet durch die Menge ritt und mit den Worten „in the name of the decent and respectable people of New South Wales“ (deutsch: „im Namen der anständigen und ehrwürdigen Menschen von New South Wales“) ein Band durchschlug, das zur offiziellen Freigabe der Brücke gespannt war.
Die New Guard war in New South Wales mitgliederstark, vor allem in Sydney. Es sollen etwa 60.000 Personen, bei einer Bevölkerung Sydneys von 1,2 Millionen insgesamt, organisiert gewesen sein. Die New Guard befürchtete einen Linksruck unter der von Jack Lang geführten Regierung.
Der Zwischenfall auf der Brücke ereignete sich, weil die New Guard in Australien angekündigt hatte, dass der Premierminister Jack Lang diese Brücke nicht eröffnen würde. Daraufhin rechneten die staatlichen Schutzkräfte mit einem massiven Aufmarsch der New Guard. Diese Fehleinschätzung nutzte Groot aus, der einer der führenden Persönlichkeiten der New Guard war, weil niemand mit ihm gerechnet hatte und er fiel in seiner Uniform zunächst nicht auf. Die Störung des offiziellen Ablaufs der Feierlichkeiten gelang Groote, obwohl 1500 Polizisten in Sydney Dienst verrichteten, davon 315 auf der Brücke und weitere 200 Soldaten der Ehrenwache der Armee und Navy.
Nach seiner Tat wurde er anschließend entwaffnet und festgesetzt. Als Grund gab er an, dass der britische König nicht zu der Feier eingeladen worden sei, wobei in der Literatur weitere unterschiedliche Gründe angegeben werden. Das Band wurde danach erneuert, Jack Lang weihte die Brücke feierlich offiziell mit 21 Schuss Salut und mit Überflügen der Royal Air Force ein, anschließend feierte die Bevölkerung Sydney in einem großen Festival.
Groot wurde durch seine Tat in Australien bekannt, vor Gericht wurde er zu einer Strafe von 5 Pfund Sterling verurteilt.

### Späteres Leben
1932 brach er mit Campell und der New Guard und kooperierte anschließend mit den australischen Geheimdiensten. Während des Zweiten Weltkriegs arbeitete er mit dem Generalmajor Gordon Bennett zusammen und hielt Verbindung zu den Citizen Military Forces und der Australian Imperial Force. Von 1942 bis 1943 war er Kommandant des Greta army camp, wo seine Vergangenheit als Faschist Gegenstand einer kontroversen Auseinandersetzung wurde. Weitere Aufgaben mit denen ihn die Armee beauftragte, führten in nach Tamworth und Sydney und später für sechs Monate in die United States Army im South Pacific Area Command. Im Januar 1944 wurde er aus der Armee entlassen.
1950 ging er mit seiner Frau wieder nach Irland zurück und dort befindet sich auch der Säbel. Es gibt Initiativen den Kavallerie-Säbel aus dem Ersten Weltkrieg als historisches Dokument nach Australien zurückzuholen.